# Bechenheim
Bechenheim là một xã thuộc huyện Alzey-Worms, bang Rheinland-Pfalz, nước Đức. Xã Bechenheim có diện tích 2,55 km².

## Vị trí
Bechenheim nằm ở quận sản xuất rượu lớn nhất Đức, phía nam Rhenish Hesse. Bechenheim là xã sản xuất rượu nhiều nhất vùng Rheinhessen (vùng rượu).

## Lịch sử
Năm 824, Bechenheim được ghi chép đến lần đầu trong một tài liệu từ Fulda Abbey.